# لوسین لوی-برول
لوسین لوی-برول (به فرانسوی: Lucien Lévy-Bruhl) الگو:زاد مرگ
فیلسوف و انسان‌شناس فرانسوی بود. وی به خاطر پژوهش‌های گسترده در مورد چیزی که ذهنیت ابتدایی می‌نامد، بسیار نامدار است.

## زندگی
لوی-برول در پاریس متولد شد و دکترای خود را از دانشکدهٔ نورمال سوپریور دریافت کرد و وارد محیط دانشگاهی شد که او را در سال ۱۹۰۴ به استادی کرسی تاریخ فلسفهٔ جدید در سوربن رساند. درس‌های او در سوربن پایهٔ نگارش کتاب‌های چون یاکوبی (۱۸۹۴) و اوت کنت (۱۹۰۰) شدند. اما آثار دوران ساز او عبارت اند از: اخلاق مرسوم و علم اخلاق (۱۹۰۳) و به ویژه شش جلد کتابی که به پژوهش دربارهٔ آن چیزی اختصاص یافته‌اند که او ذهنیت ابتدایی می‌نامید. موضوع‌های مطروحه در آثار لوی-برول کاملاً نو و اصیل‌اند؛ از این رو ارزیابی تأثیراتی که دیگران بر تفکر او داشته‌اند دشوار است. شاید تأکید لوی-برول بر نقش عواطف در زندگی روانی انسان متأثر از یاکوبی (فیلسوف آلمانی ۱۸۱۹–۱۷۴۳) باشد، در جامعه‌شناسی نیز تحت تأثیر اندیشه‌های امیل دورکیم (فیلسوف و جامعه‌شناس فرانسوی ۱۹۱۷–۱۸۵۸) قرار داشت. در آن زمان اندیشه‌های دورکیم بر مکتب جامعه‌شناسی فرانسوی غالب بودند.

اما لوی-برول بعضی از اندیشه‌های دورکیم را مردود دانست و وارد بحث‌های پرشوری با او شد. لوی-برول نمی‌توانست همهٔ پیامدهای خردگرایی دورکیم را بپذیرد. اما از کتاب قواعد روش جامعه‌شناسی او چیزهای بسیاری آموخت. به طور کلی می‌توان گفت که لوی-برول بیشتر به معنای منفی تحت تأثیر دورکیم بود تا به معنای مثبت. او پیرو هیچ متفکری نبود. در حقیقت او اندیشه‌های خود را اغلب در تقابل با اندیشه‌های دیگران تعریف می‌کرد. مثلاً در تقابل با نظریه‌پردازان روح‌انگاری (animism) (یعنی فریزر، تایلور و اسپنسر). اما نسبت به انتقادهایی که از نظریاتش می‌شد بی‌تفاوت نبود و به ویژه ایرادهای جامعه‌شناسانی مانند دورکیم، موس، و انسان‌شناسانی مانند اوانز-پریچارد را مد نظر قرار می‌داد. پاسخ‌های او به این انتقادها سبب تغییراتی در سمت‌گیری اندیشه‌اش شدند. در تحول اندیشهٔ او سه مرحلهٔ اساسی را می‌توان تمیز داد. نخستین مرحله را می‌توان انتشار کتاب اخلاق مرسوم و علم اخلاق (La Morale et la Science des moeurs) (۱۹۰۳)، دومین مرحله را ارائهٔ تئوری‌هایش دربارهٔ ذهنیت ابتدایی و سومین مرحله را بازنگری‌ها و تغییرهایی دانست که در نظریه‌هایش داده است.